# Connie Rea
Connie Mack Rea (Winter Haven, Florida; 27 de enero de 1931-5 de mayo de 2020) fue un jugador de baloncesto estadounidense que disputó una temporada en la NBA. Con 1,91 metros de estatura, jugaba en la posición de escolta.

## Trayectoria deportiva

### Universidad
Jugó una temporada con los Commodores de la Universidad Vanderbilt, para posteriormente ser transferido a los Gentlemen del Centenary College de Luisiana, donde jugó dos temporadas, promediando en la última de ellas 16,4 puntos y 10,0 rebotes por partido.

### Profesional
Fue elegido en la sexagésimo quinta posición del Draft de la NBA de 1953 por Baltimore Bullets, con los que jugó 20 partidos en los que promedió 1,2 puntos y 1,6 rebotes.

## Estadísticas de su carrera en la NBA

### Temporada regular
| Temporada | Edad | Equipo            | Liga | Pos. | P  | TIT | MIN | TC  | TCA | %TC  | 3P | 3PA | %3P | TL  | TLA | %TL  | R.OF. | R.DEF. | REB | ASIS | ROB | TAP | PER | FP  | PTS |
| 1953-54   | 19   | Baltimore Bullets | NBA  |      | 20 |     | 7.7 | 0.5 | 2.2 | .209 |    |     |     | 0.3 | 0.8 | .313 |       |        | 1.6 | 0.8  |     |     |     | 0.7 | 1.2 |
| Total     |      |                   | NBA  |      | 20 |     | 7.7 | 0.5 | 2.2 | .209 |    |     |     | 0.3 | 0.8 | .313 |       |        | 1.6 | 0.8  |     |     |     | 0.7 | 1.2 |